# Fabien Tchenkoua
Fabien Tchenkoua, né le 1er octobre 1992 à Nkongsamba, est un footballeur camerounais qui évolue au poste de milieu relayeur et de milieu droit au GFA Rumilly-Vallières.

## Biographie
Il dispute 32 matchs en Ligue 2, pour deux buts inscrits, avec les clubs de Sedan et du Nîmes Olympique.